# Publi Atti Atimet
Publi Atti Atimet (en llatí Publius Attius Atimetus) era un metge romà del que es conserva el nom en una inscripció, i que va tractar a l'emperador August. Alguns autors pensen que segurament és el mateix Atimet que va ser contemporani d'Escriboni Llarg al segle i, i al que Galè anomena Atimetrus (Ἀτιμητρος).